# 育德学院
私立育德学院，简称育德学院，是一所曾经存在于天津市的高等学府，前身是1937年天津英租界内建立的天津学院。1951年8月，因办学经费困难而自行解散。